# Хуан Марсе
Хуан Марсе (уродж. Хуан Фанека Рока, ісп. Juan Marsé Carbó, Juan Faneca Roca; 8 січня 1933, Барселона — 18 липня 2020, там само) — іспанський письменник «покоління п'ятдесятих років» і «барселонської школи» (Васкес Монтальбан, Хуан Гойтісоло, Хайме Хіль де Б'єдма, Едуардо Мендоса, Теренс Мош і ін.).

## Біографія
Після смерті матері був усиновлений, отримав нове прізвище. Займався ювелірним мистецтвом, працював у редакції журналу. Дебютував у 1958 році кількома новелами, опублікованими у пресі. У 1959 році був удостоєний премії «Сезам» за новелістику. У тому ж році влаштувався в Парижі, де викладав іспанську мову, підробляв перекладачем, працював в лабораторії Інституту Пастера . У 1962 році повернувся до Барселони. Крім прози займається журналістикою, пише кіносценарії.

## Творчість
Окрім романів, Марсе належать збірники повістей, оповідань, нарисів, книги для дітей. Дія більшості його творів розгортається у післявоєнні десятиліття епохи франкізму у Барселонському кварталі Гінардо, де виріс він сам. Його письменницька манера відрізняється іронічної грою, нерідко — сарказмом, а часом і жорсткої сатирою, яка доходить до карикатурності.

## Вибрані романи
- «Замкнені з однією іграшкою» / Encerrados con un solo juguete (1960)
- «Ця сторона Місяця» / Esta cara de la Luna (1962)
- «Останні вечори з Терезою» / Últimas tardes con Teresa (1966, Премія Бібліотеки Бреве ; екранізований у 1984)
- «Темна історія кузини Монтсе» / La oscura historia de la prima Montse (1970, екранізований у 1977)
- Si te dicen que caí (1973, в обхід цензури опубл. у Мехіко, де був удостоєний премії; екранізований Вісенте Арандою, 1989)
- Confidencias de un chorizo (1977)
- «Дівчина у золотому бікіні» / La muchacha de las bragas de oro (1978, премія видавництва «Планета» ; екранізований Вісенте Арандою, 1980)
- Un día volveré (1982)
- Ronda del Guinardó (1984, премія м. Барселона; екранізований 2001)
- «Двомовний коханець» / El amante bilingüe (1990, премія літературно-наукового товариства Севільї; екранізований Вісенте Арандою, 1993)
- «Чари Шанхаю» / El Embrujo de Shanghai (1993, премія критики, Європейська премія Арістейон; екранізований Фернандо Труебою, 2002)
- «Хвости ящірки» / Rabos de lagartija (2000, премія критики, Національна премія з прози)
- «Любовні пісні в клубі Лоліти» / Canciones de amor en Lolita's Club (2005, екранізований Вісенте Арандою, 2007)
- Caligrafía de los sueños, 2011
- Noticias felices en aviones de papel, 2014
- Una puta muy querida, 2015

## Визнання
Більшість романів письменника були перенесені на театральну сцену або екранізовані, у тому числі — найбільшими кінорежисерами країни. Він — лауреат безлічі національних і міжнародних премій, серед яких — Премія Хуана Рульфо (1997). Йому вручено вищу нагороду іспаномовних літератур — Премію «Мігель де Сервантес» (2008, див .: ). У місті Шанхай, як пам'ять про роман «Чари Шанхаю», бібліотека Інституту Сервантеса носить ім'я письменника.

## Цікаві факти
У фільмі Сігфріда Монлеона Посланець Содому (2010), побудованому на біографії відомого іспанського поета Хайме Хіля де Б'єдмі (1929–1990), роль Хуана Марсе зіграв каталонський актор Алекс Брендемюль (див .:  [Архівовано 8 вересня 2019 у Wayback Machine.]) .
У 2009 році Хуан Марсе розмістив у капсулі часу Інституту Сервантеса серед інших «другорядних речей» рецепт аскалібаза, який готував його прийомний батько. Письменник призначив 2029 роком закінчення зберігання його послання у скриньці.